# Manosque-Sud-Ouest (tổng)
Tổng Manosque-Sud-Ouest là một tổng ở tỉnh Alpes-de-Haute-Provence trong vùng Provence-Alpes-Côte d'Azur.

## Hành chính
| Giai đoạn | Ủy viên           | Đảng | Tư cách |
| --------- | ----------------- | ---- | ------- |
| 2008-2014 | Sylviane Chaumont | DVG  |         |
| 2001-2008 | Gérard Velin      | UDF  |         |

## Các đơn vị hành chính
Tổng Manosque-Sud-Ouest gồm 3 xã với dân số 10 591 người (điều tra năm 1999, dân số không tính trùng)
| Xã         | Dân số    | Mã bưu chính | Mã insee |
| ---------- | --------- | ------------ | -------- |
| Manosque   | 7 145 (1) | 04100        | 04112    |
| Montfuron  | 166       | 04110        | 04128    |
| Pierrevert | 3 280     | 04860        | 04152    |

(1) một phần của xã.

## Thông tin nhân khẩu
| 1962                                                     | 1968 | 1975 | 1982 | 1990   | 1999   |
| -------------------------------------------------------- | ---- | ---- | ---- | ------ | ------ |
| -                                                        | -    | -    | -    | 10 288 | 10 591 |
| Nombre retenu à partir de 1962 : dân số không tính trùng |      |      |      |        |        |